# Moritz von Sachsen-Altenburg

Prinz Moritz von Sachsen-Altenburg

Moritz Franz Friedrich Constantin Alexander Heinrich August Carl Albrecht von Sachsen-Altenburg (* 24. Oktober 1829 in Eisenberg; † 13. Mai 1907 in Arco) war ein Prinz von Sachsen-Altenburg aus der ernestinischen Nebenlinie der Wettiner und präsumtiver Thronfolger des Herzogtums Sachsen-Altenburg.

## Leben
Moritz war der jüngere Sohn des Herzogs Georg von Sachsen-Altenburg und dessen Gemahlin Herzogin Marie zu Mecklenburg (1803–1862). Damit gehörte er dem Haus Sachsen-Altenburg an. Nach seiner Ausbildung in Jena und Dresden stand er zunächst in bayerischen Militärdiensten. Am 26. April 1851 trat er in die Preußische Armee über und wurde als Sekondeleutnant im Garde-Husaren-Regiment in Potsdam angestellt. Er avancierte bis September 1855 zum Rittmeister und wurde am 13. August 1859 unter Beförderung zum Major mit der Uniform des Regiments zu den Offizieren à la suite der Armee versetzt. Zuletzt bekleidete Moritz seit dem 22. März 1895 den Dienstgrad als General der Kavallerie.

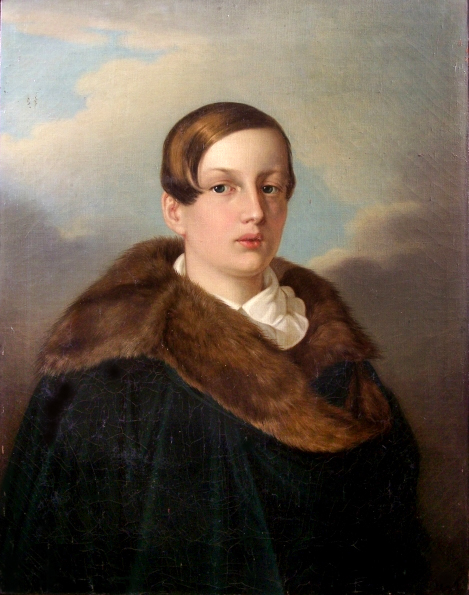
Ludwig Döll: Prinz Moritz von Sachsen-Altenburg (1842)

Moritz war Präsident der Geschichts- und Altertumsforschenden Gesellschaft des Osterlandes. Das naturkundliche Museum in Altenburg ist nach Moritz Mauritianum benannt. Nach einer ausgedehnten Reise quittierte er 1857 den Militärdienst und studierte an der Universität Bonn.
Am 15. Oktober 1862 heiratete Moritz in Meiningen Auguste (1843–1919), Tochter des Herzogs Bernhard II. von Sachsen-Meiningen. Aus Anlass seiner Eheschließung erhielt er von König Wilhelm I. von Preußen das eben gestiftete Großkreuz des Roten Adlerordens.
Im Deutsch-Französischen Krieg engagierte sich Prinz Moritz gemeinsam mit Herzogin Agnes aktiv im Deutschen Roten Kreuz, dessen Ehrenvorsitzender des Landesverbandes er bis 1904 war.
Da Moritz älterer Bruder Ernst I. aus seiner Ehe keinen männlichen Thronfolger hatte, war Moritz Erbprinz des Herzogtums. Er starb ein Jahr vor seinem Bruder, weshalb der Thronanspruch auf seinen Sohn Ernst überging.
Moritz war Inhaber zahlreicher Auszeichnungen, darunter der Hausorden der Rautenkrone sowie die Großkreuze des Herzoglich Sachsen-Ernestinischen Hausordens, des Guelphen-Ordens, des Oldenburgischen Haus- und Verdienstordens, des Hausordens vom Weißen Falken und des Hausordens Albrechts des Bären. Die Moritzstraße in Altenburg ist nach dem Prinzen benannt.

## Nachkommen
Aus seiner Ehe hatte Moritz die folgenden Kinder:
- Maria Anna (1864–1918)

⚭ 1882 Fürst Georg zu Schaumburg-Lippe (1846–1911)
- Elisabeth (1865–1927) „Jelisaweta Mawrikijewna“

⚭ 1884 Großfürst Konstantin Konstantinowitsch (1858–1915)
- Margarete (1867–1882)
- Ernst II. (1871–1955), Herzog von Sachsen-Altenburg

⚭ 1. 1898 (gesch. 1920) Prinzessin Adelheid zu Schaumburg-Lippe (1875–1971)
⚭ 2. 1934 Maria Triebel (1893–1957)
- Luise (1873–1953)

⚭ 1895 (gesch. 1918) Herzog Eduard von Anhalt (1861–1918)